# جورج دهيو

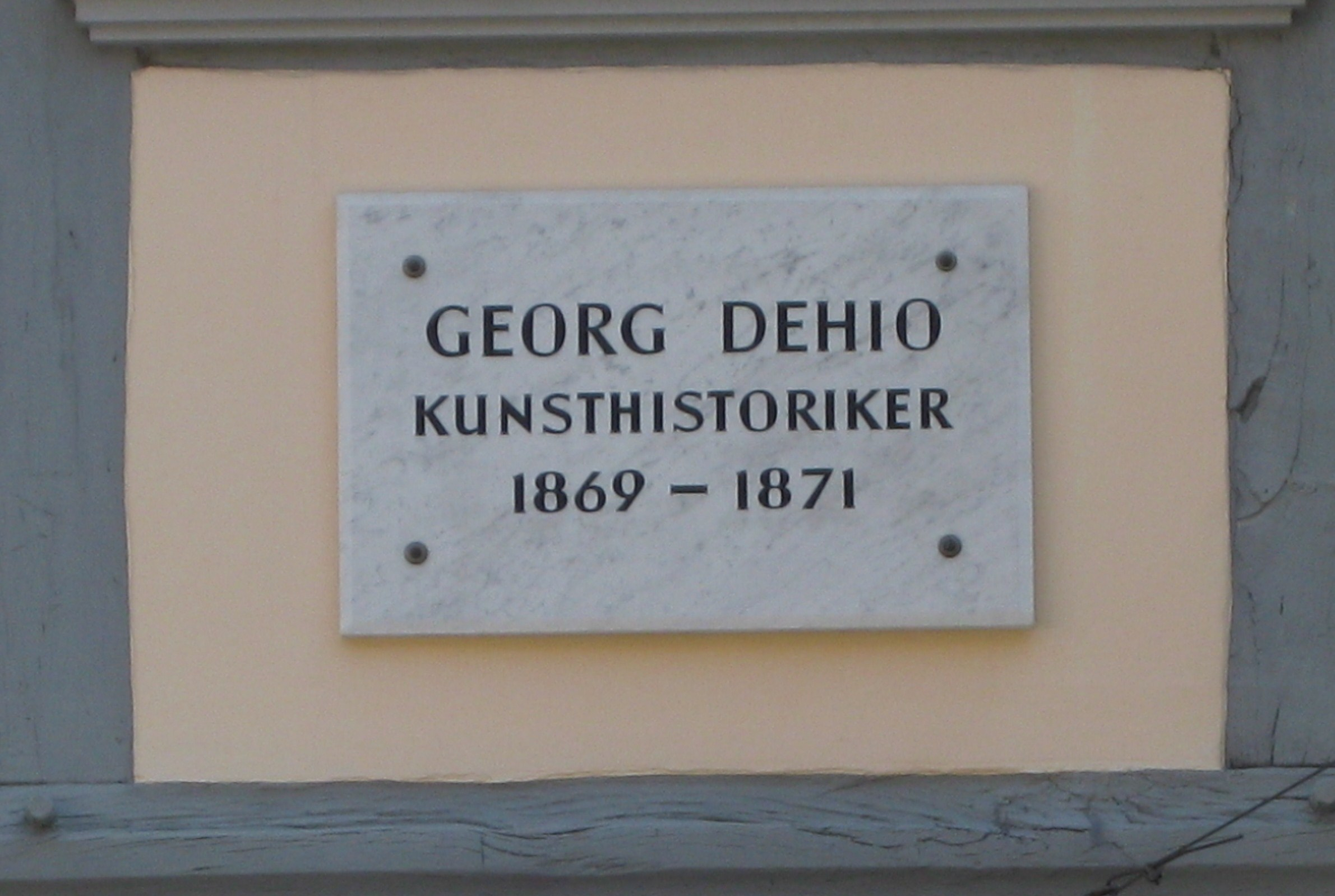

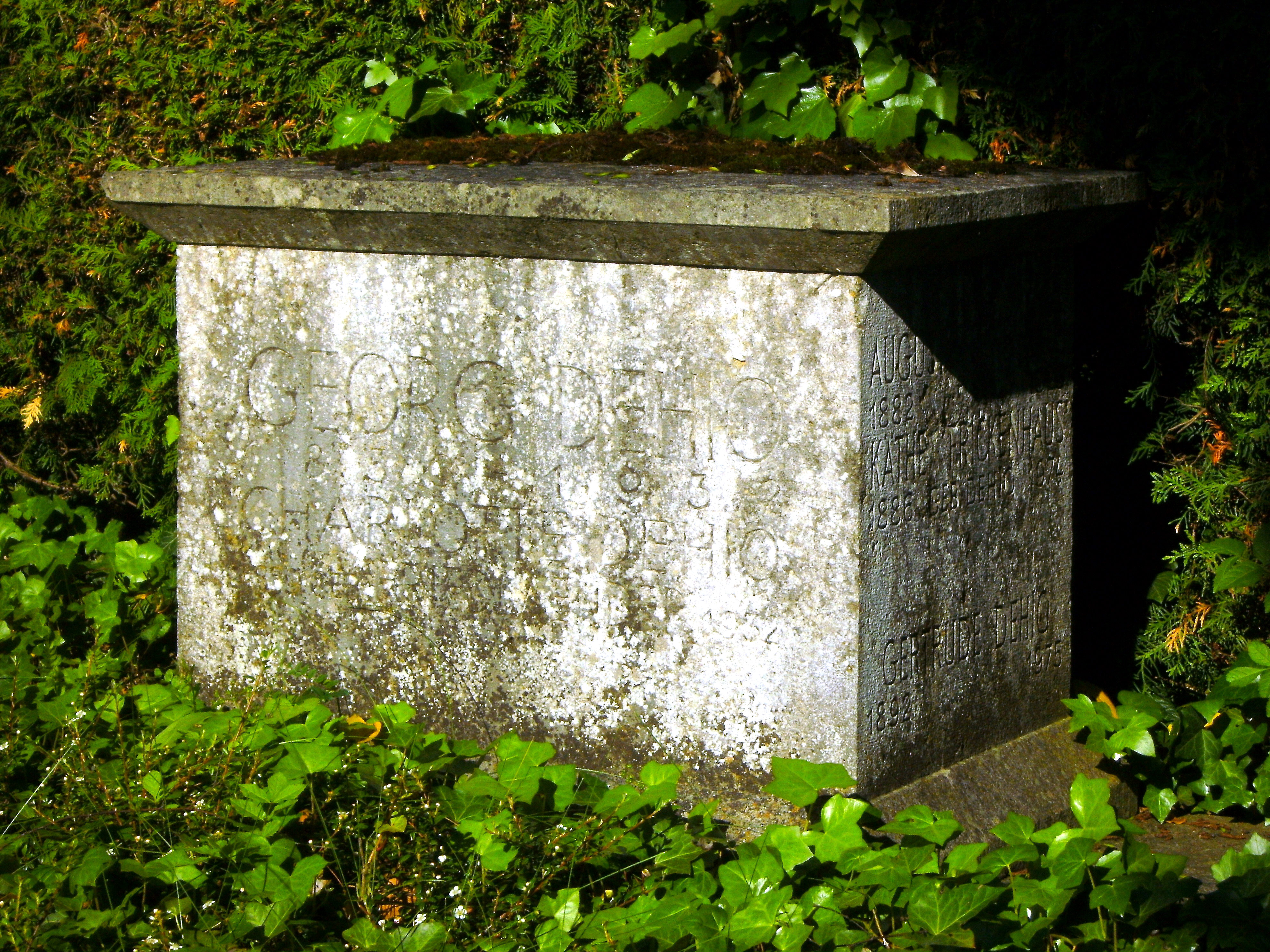
قبر جورج دهيو في توبنغن.

جورج غوتفريد يوليوس دهيو (بالألمانية: Georg Dehio) (22 نوفمبر 1850 في تالين (الآن تالين) ، مقاطعة إستونيا، الإمبراطورية الروسية   - 21 مارس 1932 في توبنغن )، كان مؤرخ للفن البلطيقي الألماني.